# Carpococcyx
Carpococcyx Gray, 1840 è un genere di uccelli cuculiformi della famiglia Cuculidae a cui appartengono i cuculi di terra asiatici. Tutte le specie vivono nelle foreste umide tropicali del sudest asiatico.

## Tassonomia
Questo genere è suddiviso in tre specie:
- Carpococcyx radiceus - Cuculo terragnolo del Borneo
- Carpococcyx viridis - Cuculo terragnolo di Sumatra
- Carpococcyx renauldi - Cuculo terragnolo beccocorallino